# Раумер, Карл Георг фон
Карл Людвиг Георг фон Ра́умер (нем. Karl Georg von Raumer; 9 апреля 1783, Вёрлиц — 2 июня 1865, Эрланген) — германский геолог, географ и педагог. Отец филолога Рудольфа фон Раумера.

## Биография
Карл Георг фон Раумер родился в уважаемой семье камердиректора. Окончил Иоахимштальскую гимназию, затем изучал государственное и камеральное право в Гёттингенском и Галльском университетах, после чего окончил также курсы по геогнозии и минералогии во Фрайбурге.
В 1810 году благодаря помощи брата начал работу в горном департаменте в Берлине, однако уже спустя год перешёл в горное управление в Бреслау, а вскоре получил место профессора минералогии в местном университете и преподавал в нём до 1819 года, в 1813 году добровольцем уйдя на фронт Освободительной войны против Наполеона.
В 1812 году стал членом Баварской академии наук.
В 1819 году был вынужден перейти преподавать в Университет Галле, в 1823 году ушёл и оттуда, поступив в Нюрнбергский воспитательный институт, а в 1827 году, после его закрытия, — профессором естественной истории в Эрлангенском университете, где преподавал до конца жизни. Среди его учеников был, в частности, Иоанн фон Гофман, который впоследствии также стал преподавать в Эрлагенском университете.

## Награды
- Железный крест 2-го класса (1813, королевство Пруссия)[6]
- Орден Заслуг Святого Михаила рыцарский крест 1-го класса (1855, королевство Бавария)[7]
- Орден Красного орла 3-го класса (королевство Пруссия)[8]